# Notodonta perfuscus
Notodonta perfuscus är en fjärilsart som beskrevs av Adrian Hardy Haworth 1803. Notodonta perfuscus ingår i släktet Notodonta och familjen tandspinnare. Inga underarter finns listade i Catalogue of Life.